# Jacob Darwin Hamblin
Jacob Darwin Hamblin (17 de septiembre de 1974) es un profesor estadounidense de historia, especializado en aspectos internacionales de la ciencia, la tecnología y el medio ambiente global. Su libro de 2013 Arming Mother Nature: The Birth of Catastrophic Environmentalism ganó el Premio Paul Birdsall 2014 y el Premio Watson Davis y Helen Miles Davis 2016.

## Biografía
Recibió en 1995 un diploma en historia por la Universidad de Kent. En la Universidad de California en Santa Bárbara, se graduó en historia con una licenciatura en 1995, una maestría en 1998 y un doctorado en 2001. Su tesis doctoral lleva por título, Oceanography and International Cooperation during the Early Cold War y fue supervisada por Lawrence Badash. De 2001 a 2002, fue becario postdoctoral en París en el Centro Alexandre Koyré de la Escuela de Estudios Superiores en Ciencias Sociales. Fue profesor de 2002 a 2004 en la Universidad Loyola Marymount de Los Ángeles y también de 2002 a 2006 en la Universidad Estatal de California en Long Beach. De 2006 a 2009 fue profesor asistente de historia en la Universidad Clemson en Carolina del Sur. Es profesor titular en el departamento de historia de la Universidad Estatal de Oregón (OSU) desde 2015. En OSU también es, desde 2014, director de la Iniciativa de Artes y Humanidades Ambientales.
Sus ensayos se han publicado en muchas revistas académicas, así como en The New York Times y Salon.com. De 2017 a 2022 fue el investigador principal del Proyecto OSU Downwinders. A partir de 2022, es autor de cinco libros. Su libro de 2021 The Wretched Atom: America's Global Gamble with Peaceful Nuclear Technology ganó el Premio del Libro de Oregón 2021 de no ficción general. De 2009 a 2011 fue editor asesor de la revista Isis, de 2013 a 2018 miembro del consejo asesor de Environmental History y de 2016 a 2019 fue miembro fundador del consejo editorial de Modern American History publicado por Cambridge University Press. Desde 2011 es editor asesor de Historical Studies in the Natural Sciences, desde 2020 editor temático de la Journal of the History of Biology y desde 2020 miembro del consejo editorial de Oregon State University Press.

## Publicaciones seleccionadas

### Artículos
- Hamblin, Jacob Darwin (2002). «The Navy's "Sophisticated" Pursuit of Science». Isis 93: 1-27. doi:10.1086/343244. 2002
- Hamblin, Jacob Darwin (2006). «Hallowed Lords of the Sea». Osiris 21: 209-228. doi:10.1086/507142. 2006
- Hamblin, Jacob Darwin (2007). «'A Dispassionate and Objective Effort:' Negotiating the First Study on the Biological Effects of Atomic Radiation». Journal of the History of Biology 40 (1): 147-177. PMID 17993170. doi:10.1007/s10739-005-6531-8. 2007
- Hamblin, Jacob Darwin (2009). «Let there be light … and bread: The United Nations, the developing world, and atomic energy's Green Revolution». History and Technology 25: 25-48. doi:10.1080/07341510802618166. 2009
- Hamblin, Jacob Darwin (2014). «Seeing the Oceans in the Shadow of Bergen Values». Isis 105 (2): 352-363. PMID 25154138. doi:10.1086/676573. 2014

### Libros
- Hamblin, Jacob Darwin (2005). Science in the Early Twentieth Century: An Encyclopedia. ISBN 9781851096657.
- Hamblin, Jacob Darwin (24 de enero de 2008). Poison in the Well: Radioactive Waste in the Oceans at the Dawn of the Nuclear Age. ISBN 9780813544236.[6]
- Hamblin, Jacob Darwin (July 2011). Oceanographers and the Cold War: Disciples of Marine Science. ISBN 9780295801858.[7]
- Hamblin, Jacob Darwin (23 de mayo de 2013). Arming Mother Nature: The Birth of Catastrophic Environmentalism. ISBN 978-0-19-974005-5.[8][9]
- Hamblin, Jacob Darwin (3 de junio de 2021). The Wretched Atom: America's Global Gamble with Peaceful Nuclear Technology. ISBN 978-0-19-752692-7.[10]